# Sollana
Sollana ist eine Gemeinde (municipio) mit 5.035 Einwohnern (Stand: 2024) in der spanischen Provinz Valencia. Sie befindet sich in der Comarca Ribera Baja.

## Geografie
Sollana liegt etwa 15 Kilometer südlich vom Stadtzentrum Valencias. Ein Großteil der Gemeinde wird durch den Parc Natural de l’Albufera de València. Durch die Gemeinde verläuft die Autovía A-38.

## Geschichte
Sollana war ursprünglich eine visigotische Siedlung. Im Emirat von al-Andalus trug sie den Namen Sulyanah. Während der Reconquista belieh Jakob von Aragón seinen Vasallen Ximén d’Urrea mit dem Ort und dem Land, um später Teil des Herzogtums Híjar zu werden. 
Während der Zweiten Spanischen Republik riefen Anarchisten im Januar 1932 die Sowjetrepublik von Sollana aus.

## Demografie
| 1900  | 1910  | 1920  | 1930  | 1940  | 1950  | 1960  | 1970  | 1981  | 1991  | 2001  | 2011  | 2021  |
| ----- | ----- | ----- | ----- | ----- | ----- | ----- | ----- | ----- | ----- | ----- | ----- | ----- |
| 1.819 | 3.171 | 3.493 | 3.457 | 3.726 | 4.024 | 4.060 | 4.017 | 4.324 | 4.088 | 4.487 | 5.041 | 4.911 |

## Sehenswürdigkeiten

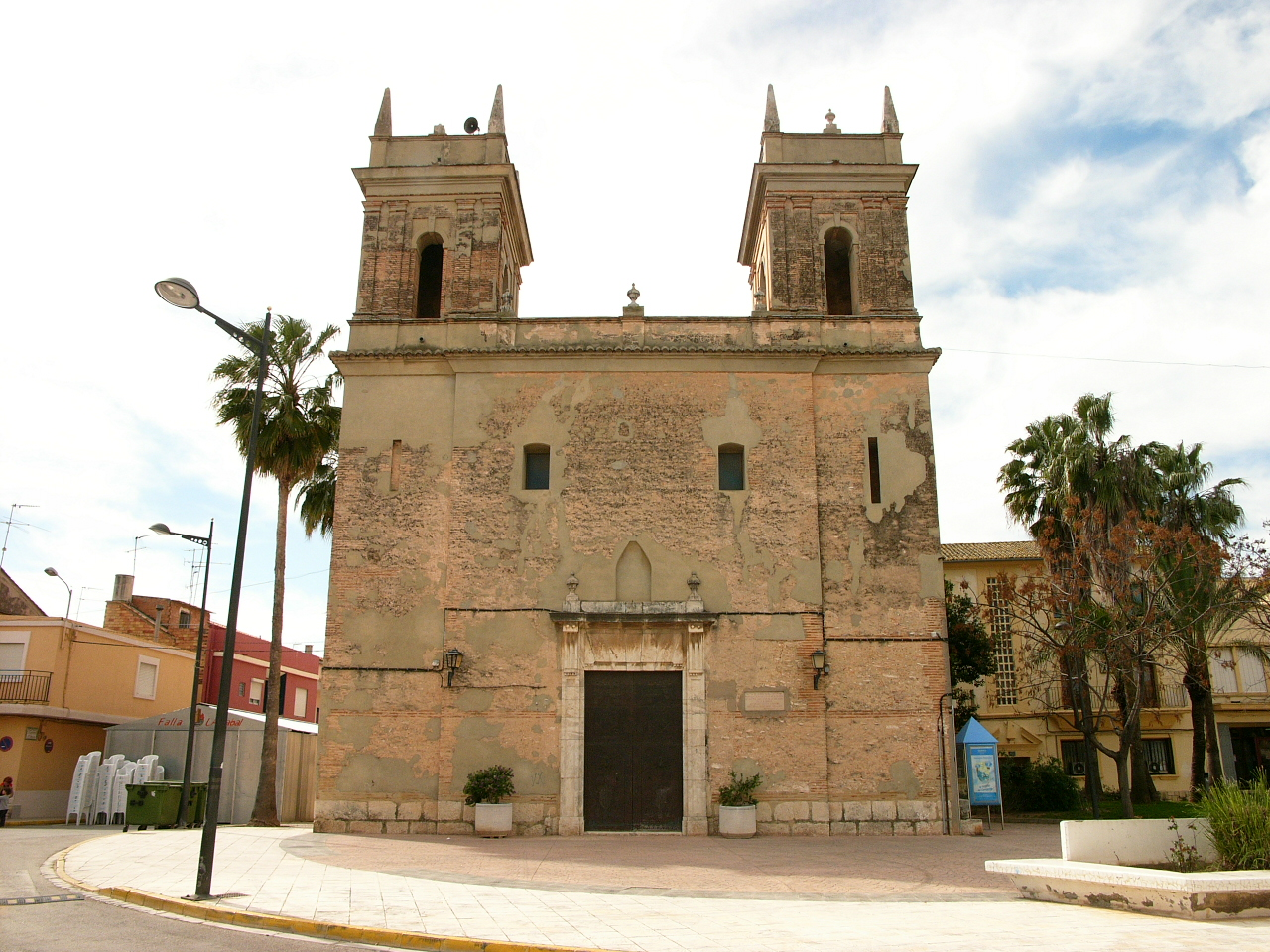
Stiftskirche der Unbefleckten Empfängnis
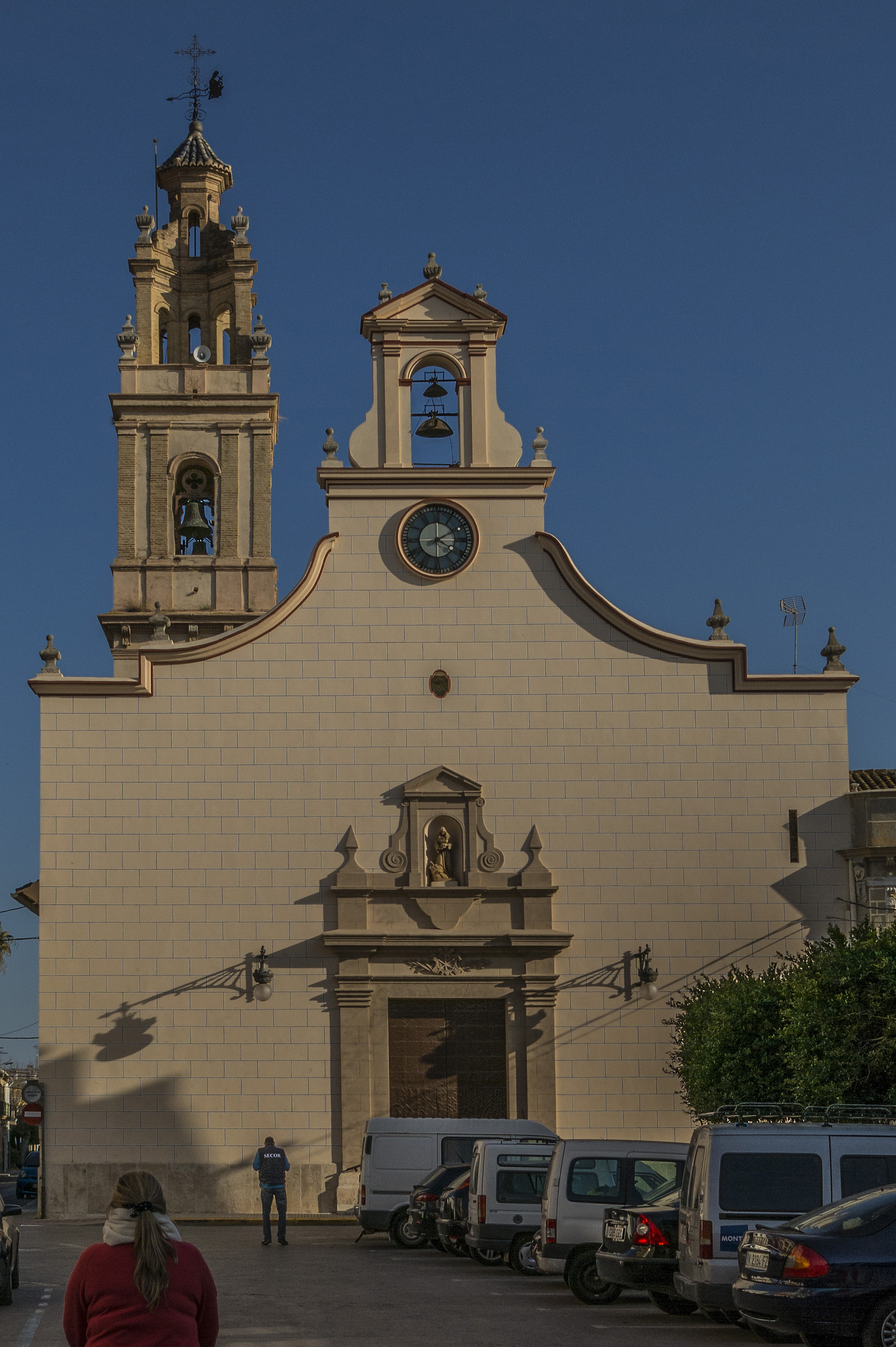
Magdalenenkirche
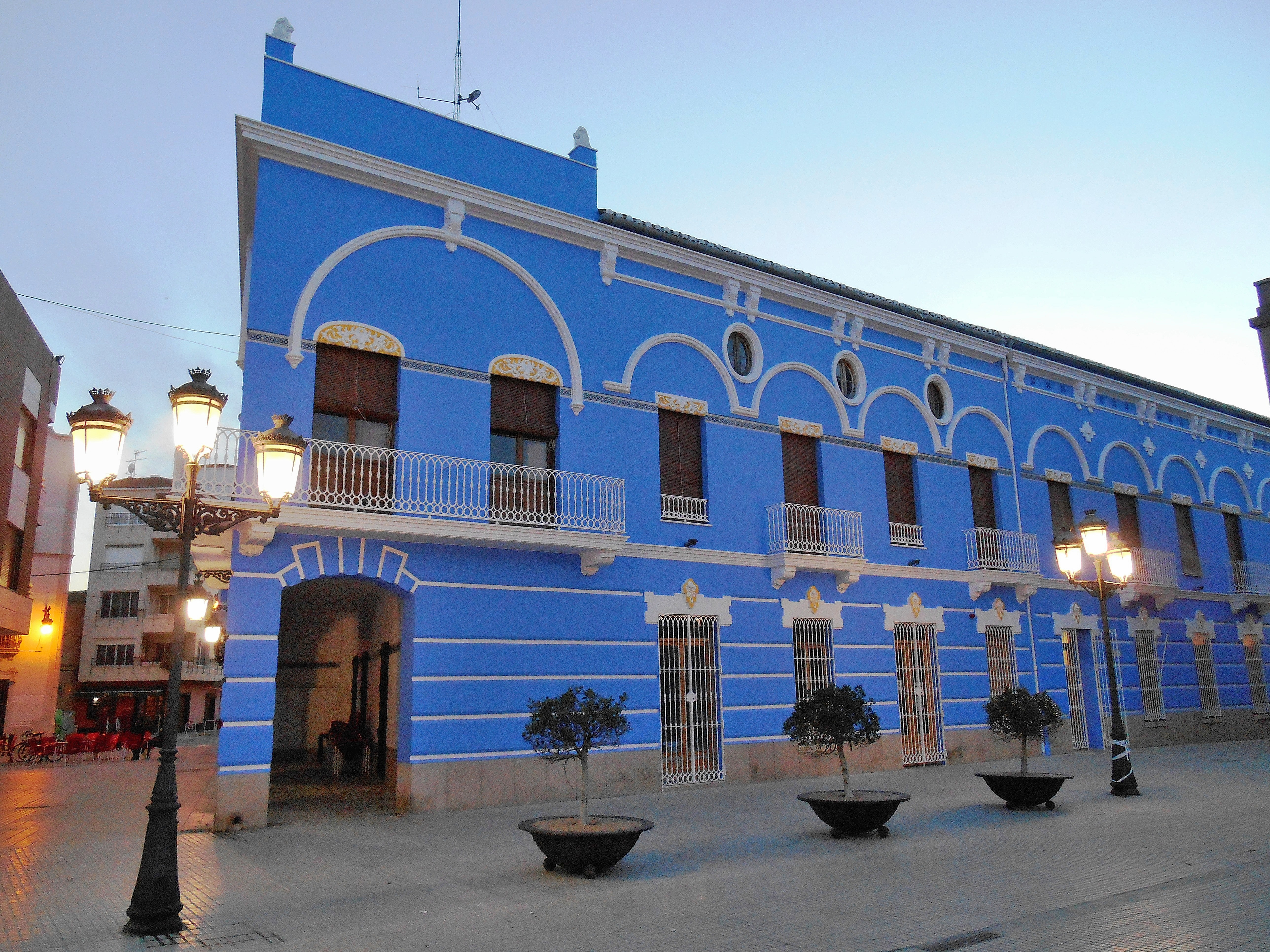
Markt

- Stiftskirche der Unbefleckten Empfängnis
- Magdalenenkirche
- Rathaus

## Persönlichkeiten
- Juan José López Ibor (1906–1991), Psychiater
- Herminio Boira (* 1943), Botaniker
- Daniel Ponz Folch (* 1973), Fußballtrainer